# NK Hrvatski Dragovoljac
NK Hrvatski Dragovoljac é uma equipe croata de futebol com sede em Zagreb. Disputa a segunda divisão da Croácia (Druga HNL).
Seus jogos são mandados no Stadion NŠC Stjepan Spajić, que possui capacidade para 5.000 espectadores.

## História
O NK Hrvatski Dragovoljac foi fundado em 1975.

## Nomes
- NK Trnsko '75 (1975–1976)
- ONK Novi Zagreb (1976–1990)
- NK Novi Zagreb (1990–1994)
- NK Hrvatski Dragovoljac (1994–atual)